# Visio Tnugdali
La Visio Tnugdali (lett. "Visione di Tnugdalo") è un testo visionario del XII secolo che riporta la visione ultraterrena del cavaliere irlandese Tnugdalo.
Il testo fu scritto nel 1149 dal monaco irlandese Marcus (del quale conosciamo soltanto il nome latino che aveva assunto entrando in monastero, e di cui sappiamo che salpò nel 1149 dall'Irlanda diretto in Germania) nello Schottenklöster di Ratisbona. Marcus racconta di aver ascoltato il racconto di Tnugdalo dal cavaliere stesso, di averlo trascritto su un manoscritto per portarlo con sé e farlo leggere ai compatrioti, e di averlo tradotto dall'irlandese al latino su richiesta della badessa del monastero di San Paolo a Ratisbona. La storia è ambientata a Cork, nel 1148.
La Visio narra di Tnugdalo, un orgoglioso cavaliere che rimase incosciente per tre giorni durante i quali un angelo guidò la sua anima tra gli orrori dell'Inferno e le meraviglie del Paradiso, facendogli sperimentare alcuni dei tormenti dei dannati. Il cammino nell’Aldilà procederà attraverso difficili sentieri, che si snodano tra zone assegnate come luogo di pena a distinti generi di peccato, con il frequente ricorso a un feroce contrappasso. L'angelo incarica Tnugdalo di ricordare precisamente ciò che ha visto e di riferirlo ai suoi compagni. Riprendendo possesso del suo corpo, dopo i tre giorni di stato catatonico, Tnugdalo comincia una vita pia e di fede.

## Il genere delle visioni dell’Aldilà
Il termine visio (o revelatio), molto frequente nei testi latini medievali, esige una precisazione a causa delle numerose tipologie narrative legate all’espressione del soprannaturale cui esso fa riferimento. Le visioni rappresentano stricto sensu non tanto delle mere rivelazioni contemplative, quanto invece dei viaggi, delle esperienze dinamiche ed estatiche che comportano un movimento dell’anima nella dimensione spaziale. Sotto la categoria di “visioni dell’Aldilà” rientrano i sogni, le apparizioni, i viaggi estatici e le contemplazioni mistiche.
I testi visionari circolano come opere autonome a partire dal VII secolo, quando ricevono un’elaborazione letteraria discostandosi dagli aneddoti brevi di raccolte agiografiche. Il loro schema narrativo è ben codificato e si articola in elementi costanti quali la morte apparente del protagonista, la separazione della sua anima dal corpo, il viaggio nell’Aldilà al seguito di una guida, il ritorno al corpo, il risveglio e la messa per iscritto dell’esperienza vissuta. I modelli che costituiscono il fulcro irradiatore della successiva tradizione sono la Visio Pauli e i Dialogi di Gregorio Magno: rispettivamente un’Apocalisse apocrifa di san Paolo conosciuta nelle molte versioni latine, e degli aneddoti visionari raccolti da Gregorio nel quarto libro dei Dialogi. La Commedia dantesca è a sua volta il capolavoro di questo genere letterario: essa segna un superamento radicale e porta le visiones alla massima espressione.

## Caratteristiche generali
L'Irlanda si era da tempo rivelata un terreno fertile per il genere della visio: la più antica di esse è la Visio Fursei nella Vita di San Fursa, del VII secolo, che spianò la strada a una straordinaria fioritura del genere. Le tradizioni popolari irlandesi, di derivazione celtica, presentavano inoltre una componente soprannaturale e lugubre cui i monaci potevano attingere con profitto, come fece Marcus, indulgendo con facilità nella descrizione di mostri infernali e pene raccapriccianti, ambientando il racconto in paesaggi aspri, bui e desolati. La potente costruzione fantastica e i suoi aspetti più orridi suggestionarono i lettori dll'opera.
Come nel caso di altre visioni, anche la Visio Tnugdali può essere nata in seguito ad una allucinazione che potrebbe essersi verificata a causa di una condizione patologica o di un episodio traumatico. Tnugdalo può realmente essere stato vittima di un malore, le cui circostanze e sensazioni sono descritte con precisione da Marcus, che per primo le espresse e filtrò attraverso l’immaginario medievale: il racconto del cavaliere fu quindi sottoposto alle regole proprie del genere delle visioni e alla rielaborazione personale di Marcus.
I contorni dell’oltretomba di Tnugdalo si delineano con maggior chiarezza rispetto a molte visioni precedenti: ci troviamo di fronte a un Inferno distinto in una parte alta, la cui geografia si compone di monti, precipizi, valli, fiumi infuocati, laghi, e una parte più bassa che sprofonda in una voragine, nel cui fondo è incatenato Lucifero. Una zona intermedia, una sorta di Purgatorio il cui concetto non è però ancora pienamente sviluppato, conduce al Paradiso, ripartito da una serie di muraglie in zone il cui grado di beatitudine cresce progressivamente, culminando in una sorta di Empireo dove trovano posto le nove gerarchie angeliche.
La Visione di Tnugdalo segna una tappa fondamentale sia a livello di riflessione dottrinale sia dal punto di vista narrativo. Da una parte, si assiste alla costituzione di una vera e propria topografia ultraterrena che comporta un’organizzazione sistematica delle categorie dei peccatori e dei beati; dall’altra, si ravvisa un conferimento al protagonista di un ruolo sempre più attivo e crescente spessore drammatico.
Le innovazioni principali introdotte da questo testo nel panorama visionario si possono riassumere in quattro punti:
1. il protagonista Tnugdalo è un cavaliere, non un monaco come la maggior parte dei suoi precursori;
2. il rapimento estatico non è preannunciato da una malattia, ma è provocato inavvertitamente da un sonno/morte apparente di tre giorni e tre notti che coglie Tnugdalo durante un banchetto;
3. per la prima volta il viaggiatore si trova implicato personalmente nei tormenti infernali, e l’esperienza assume così una dimensione penitenziale;
4. l’organizzazione spaziale dell’Aldilà costituisce uno spazio continuo e assume un’organizzazione fino ad allora sconosciuta.

Tra tutti i viaggiatori dell’Aldilà, inoltre, Tungdalo è il primo e l’unico prima di Dante, che si spinge fino alle due estremità opposte dell’universo: tranne qualche rara e parziale eccezione, nessuno dei visionari che lo hanno preceduto aveva mai avuto accesso all’Inferno e al Paradiso propriamente detti, ma ciascuno si era limitato ad averne una percezione parziale e indiretta, restando confinato nelle regioni limitrofe. I protagonisti che hanno preceduto Tnugdalo non possono neanche scorgere dall’alto gli orrori della zona bassa a causa dell’oscurità; anche se i sensi dell’olfatto e dell’udito vengono sollecitati dal fetore immondo e dal fragore assordante dei lamenti dei dannati e delle grida di furore dei demoni. Tnugdalo invece non si arresta sul bordo del baratro inferiore – che fino alla metà del XII secolo rimane uno spazio inviolato e rappresenta un vero e proprio tabù – ma vi accede del tutto. 
L'Inferno evocato nell'opera è articolato in due parti distinte. La prima comprende una successione di regioni determinate da elementi naturali (laghi, valli, montagne) o dalla presenza di bestie mostruose, dove sono tormentati i peccatori, ripartiti secondo le rispettive colpe in otto gruppi: omicidi, insidiatori, superbi, avari, ladri, golosi e fornicatori, lussuriosi, peccatori recidivi. La seconda presenta un baratro, a forma di cisterna, sul cui fondo giace Lucifero, il principe delle tenebre, descritto con dovizia di dettagli.
La bipartizione dell'area infernale risale ad Agostino, il quale, sulla base del passaggio biblico eruisti animam meam ex inferno inferiori (Salmo 85,13), aveva affermato l’esistenza di un Inferno superiore e di uno inferiore. Tale distinzione è attestata anche da Gregorio Magno nel quarto libro dei suoi Dialogi, è condivisa da molti testi visionari medievali, in cui il baratro inferiore è spesso assimilato ad un pozzo tenebroso o ad un cratere eruttante.

## Trama
La Visio Tnugdali si compone di ventisei paragrafi, preceduti da un prologo nel quale l’autore si rivolge a una badessa, indicata con la sola iniziale del nome G., che lo aveva incaricato di tradurre il racconto udito dal cavaliere Tnugdalo dall’irlandese al latino. La badessa potrebbe essere la Gisila abbatissa sancti Pauli citata in un documento che risale al XII secolo. Marcus sottolinea con precisione l'anno della visione, il 1149, facendo riferimento anche ad alcuni avvenimenti contemporanei (la crociata di Corrado III, il ritorno di papa Eugenio III – non II, come riporta erroneamente il testo – a Roma, la morte di san Malachia) in realtà databili al 1148.. L'opera inizia con una descrizione dell'Irlanda, patria di Marcus, nella quale ritroviamo alcune notizie riprese probabilmente dalla Historia ecclesiastica gentis Anglorum di Beda il Venerabile.
Tnugdalo è un giovane cavaliere irlandese di nobile origine, che disprezza la Chiesa, e che compie un viaggio di purificazione attraverso i tormenti e le gioie delle anime nell’Aldilà.
A Cork, mentre egli si trova a banchetto a casa di un amico, è colpito da una forza improvvisa: a seguito di un urlo spaventoso, cade in una morte apparente che dura tre giorni. Al risveglio, mentre si celebrava il suo funerale, chiede di voler fare la Comunione e loda Dio per il cammino ultrasensibile che gli è stato concesso a vantaggio della propria conversione. Rinuncia inoltre a tutti i beni e dichiara di voler abbandonare per sempre il suo precedente modo di vivere.
Al momento dell'uscita della sua anima dal corpo, è assalito da uno stuolo di spiriti infernali - tanto numerosi da riempire la casa dove giaceva il corpo e addirittura le strade e le piazze della città - che lo circondano e lo minacciano della dannazione eterna. Dio manda in soccorso della sventurata anima di Tnugdalo un angelo di splendido aspetto, che conduce l'anima presso una voragine terrificante e fumosa, fetida di miasmi nauseabondi, piena di carboni ardenti, chiusa da un coperchio di ferro incandescente, nella quale sono puniti gli omicidi. Guidato dall'angelo, il cavaliere irlandese si addentra nella valle dei superbi, quindi fra gli avari, i ladri, i golosi e i lussuriosi. La catabasi procede sino alla zona più bassa dell'Inferno, descritta come una specie di fornace di fuoco e fumo maleodorante, nel cui turbinìo le anime mescolate con i diavoli salgono e ricadono. Minacciata crudelmente dai diavoli, l'anima di Tnugdalo è condotta a vedere il principe delle tenebre, più grande di tutti i mostri già incontrati, nero come un corvo e di sembianza umana, con moltissime mani di venti dita ciascuna e dalle unghie di ferro (che significano i mille modi di tendere insidie), un becco e la coda irta di aculei per tormentare le anime. Lucifero giace sopra una graticola sotto la quale sono posti carboni ardenti che alimentano un fuoco: incatenato con catene e chiodi, si rigira su un fianco e sull'altro in preda al bruciore e alla furia, carpendo e trucidando la folla delle anime. Il suo respiro affannoso produce un moto di ascesa e discesa delle anime e dei diavoli, grazie al quale li può divorare e tormentare con la coda spinata. 
Proseguendo, incontrano un altissimo muro ai piedi del quale si trovano uomini e donne afflitti da fame e sete ed esposti alla pioggia e al vento, ma che tuttavia godono della luce e non inalano il fetore: sono i peccatori non gravi. Dopo aver attraversato una porta, giungono in un lussureggiante prato pieno di fiori (il prato della gioia) dove il sole non tramonta mai e dove uomini e donne felici si abbeverano alla sorgente della vita, la cui acqua placa la sete e conferisce l'immortalità. Incontrano poi i due sovrani irlandesi del XII secolo, re Donnchad e re Conchobor, che sulla terra combatterono tra loro e qui simboleggiano la riconciliazione ultraterrena e un appello alla concordia tra i clan irlandesi, nonché Cormac re di Munster. 
Un muro d'argento lucente, privo di porta, fissa il confine col Paradiso: Tnugdalo si ritrova al di là di questo senza sapere in che modo, portato dalla potenza divina, e può ammirare i cori dei beati e la gloria dei coniugi. Un muro d'oro separa il gruppo dei martiri e degli asceti, disposti in seggi dorati, di gemme e di ogni pietra preziosa. Un immenso albero pieno di gemme verdi e di frutti, su cui stanno appollaiati uccelli variopinti e uomini in cellette d’oro e d’avorio, simboleggia la Santa Chiesa con i suoi costruttori e difensori. 
Saliti in cima a un terzo muro, diverso dagli altri per bellezza e lucentezza, costruito con ogni genere di pietre preziose, contemplano le nove gerarchie angeliche di serafini, cherubini, troni, dominazioni, virtù, potestà, principati, arcangeli e angeli, e i cori dei santi, dei profeti e delle vergini. Tnugdalo si accorge che gli sono concesse una vista eccezionale e una sapienza tali da permettergli di conoscere tutto senza aver bisogno di porgere domande. Gli ultimi personaggi in cui si imbatte sono san Rodano Confessore (uno dei dodici apostoli dell’Irlanda nel periodo dell’evangelizzazione dell'isola), san Patrizio (patrono degli irlandesi) e quattro vescovi. A questo punto l'angelo di Tnugdalo ordina alla sua anima di ritornare nel proprio corpo e di ricordarsi di tutto ciò che ha visto a beneficio del prossimo; questi, dopo un pianto, avverte improvvisamente il peso del proprio corpo. Risvegliatosi al suo funerale, prende la Comunione e divide tra i poveri i suoi averi.
Il testo termina con una preghiera di Marcus monaco alla clemenza della badessa G.

## Fonti
In merito alle fonti della Visio Tnugdali, sebbene l’autore irlandese Marcus non dichiari mai esplicitamente i propri modelli, è ugualmente possibile riconoscere un gran numero di elementi di continuità con il resto della tradizione. La composizione della Visione di Tnugdalo si situa in un’epoca, il XII secolo, in cui interessavano cultura e spiritualità in tutte le loro manifestazioni. La speculazione teologica conosce un forte sviluppo e le questioni legate all’Aldilà, con tutte le implicazioni a livello penitenziale e devozionale, costituiscono il fulcro di un dibattito sempre più acceso. Tra i molti teologi impegnati in tale ambito, Honorius Augustodunensis (attivo a Ratisbona negli stessi anni della composizione della Visione di Tungdalo) scrisse l’Elucidarium che consacra un’ampia sezione all’Aldilà, all’enumerazione dei peccati, alle pene infernali e alla loro natura. Un altro ipotetico modello è dato dal Liber visionum, un florilegio di testi della metà dell'XI secolo scritto da Otlone di Sant'Emmerano (anch’egli legato all’ambito monastico di Ratisbona). Questa raccolta comprende alcune esperienze visionarie vissute dall’autore, altre riferitegli dai suoi confratelli nonché alcuni testi dei secoli precedenti che rientrano nel corpus visionario: uno di questi è la Visione di Drithelm, che è stata indicata come un’ulteriore probabile fonte. Si tratta di una parte dell'Historia ecclesiastica gentis Anglorum di Beda il Venerabile, un’opera che ebbe larga diffusione e dà adito all’ipotesi di una dipendenza diretta del monaco Marcus da Beda, senza la mediazione del Liber visionum.

## Tradizione manoscritta

### Versione latina
Esistono tre versioni latine del testo:
- La versione di Marcus, ossia la Visio Tnugdali originale, scritta in prosa, fu iniziata alla fine del 1148 e terminata nel 1149.
- Una seconda versione è nel Chronicon di Hélinand di Froidmont: la visione è contenuta nella sua opera contenente la storia universale dalla creazione al 1204, divisa in 49 libri.
- La terza versione è quella di Vincenzo di Beauvais, contenuta nel suo Speculum Historiale.

### Traduzioni francesi
Una traduzione in francese di Jean de Vignay, Miroir Historial, è denominata versione J. Questa versione è attestata da 11 testimoni ancora accessibili al giorno d'oggi. Fu realizzata alla corte di Francia.
La prima traduzione dal testo latino di Vincenzo di Beauvais è denominata versione A. Essa è inedita ed è conservata a Parigi. Si legge in due manoscritti. L'autore è certamente laico poiché non riconosce le citazioni bibliche, tradotte più liberamente. La fonte latina non è mai citata, ma analizzando si può capire che il suo modello è quello di Vincenzo di Beauvais.
La seconda traduzione della versione di Vincenzo di Beauvais è denominata Versione V ed è conservata in Francia. È la traduzione fedele del testo di Vincenzo di Beauvais ed è conservata in due manoscritti, uno a Parigi e uno a Lione.
La versione T, nota anche come "Il trattato sui dolori dell'inferno", è conservata a Parigi. Questa, presumibilmente scritta da un religioso, è molto breve. Il manoscritto è composto da 118 fogli più due guardie, il foglio 77 è mutilo. Questo manoscritto rientra nel contesto della riflessione morale tipica del tardo Medioevo.
La versione H (o versione omogenea) è conservata a Parigi in due manoscritti ed è senza dubbio la versione meno fedele alla sua fonte latina. Sebbene questa versione non sia fedele alla sua fonte originale, è possibile sostenere che sia una traduzione del testo originale di Marcus. Sembra provenire da sud-ovest di Oïl.
La versione M (o versione Lorraine) è conservata a Metz. Il manoscritto contiene 234 fogli, 4 guardie all'inizio, 2 guardie e mezzo alla fine, contro-guardie in pergamena. Ci sono 8 mani diverse coinvolte nella stesura di questa versione.
La versione di David Aubert, chiamata anche versione G, è conservata nel Getty Museum a Los Angeles. Questa fu prodotta nel 1475 alla corte di Borgogna, è dedicata a Margherita di York, terza moglie di Carlo l'Audace. È la versione con il maggior valore artistico delle versioni prodotte. È composta da 20 illustrazioni realizzate da Simon Marmion. David Aubert basò la sua traduzione sul testo originale di Marcus.
La versione Q è la versione di Regnaud Le Queux in Baratre infernale. Il testo è conservato in tre manoscritti in Francia. Questa versione fu realizzata sulla versione dello Pseudo-Vincenzo di Beauvais.

## Fortuna
La Visio Tnugdali conobbe un vasto successo e le sue trascrizioni si diffusero in tutta Europa: con ogni probabilità una di esse passò tra le mani di Dante Alighieri, che doveva essere un attento lettore di visioni, nonché di viaggi allegorici, un genere letterario affine (del tipo della Navigatio Sancti Brendani) in cui l'escursione nell'oltretomba è compiuta dal protagonista con il corpo e non con la sola anima.
Delle visioni apocalittiche e infernali, essa fu tra le più celebri e certamente la più ricca di fantasie orrifiche e tenebrose. Il testo fu tradotto dall'originale latino quarantatré volte in quindici differenti lingue entro il XV secolo, tra cui il bielorusso e l'islandese. L'opera è particolarmente popolare in Germania, dove ha subito dieci differenti traduzioni in tedesco e quattro in olandese. Con il recente aumento di interesse degli studiosi verso le forme letterarie del Purgatorio, seguendo tra gli altri i lavori di Jacques Le Goff e Stephen Greenblatt, la Visio ha attratto sempre maggiori attenzioni nell'ambiente accademico. 

## Galleria d'immagini
Le 20 illustrazioni di Simon Marmion nella versione G (ca. 1475)

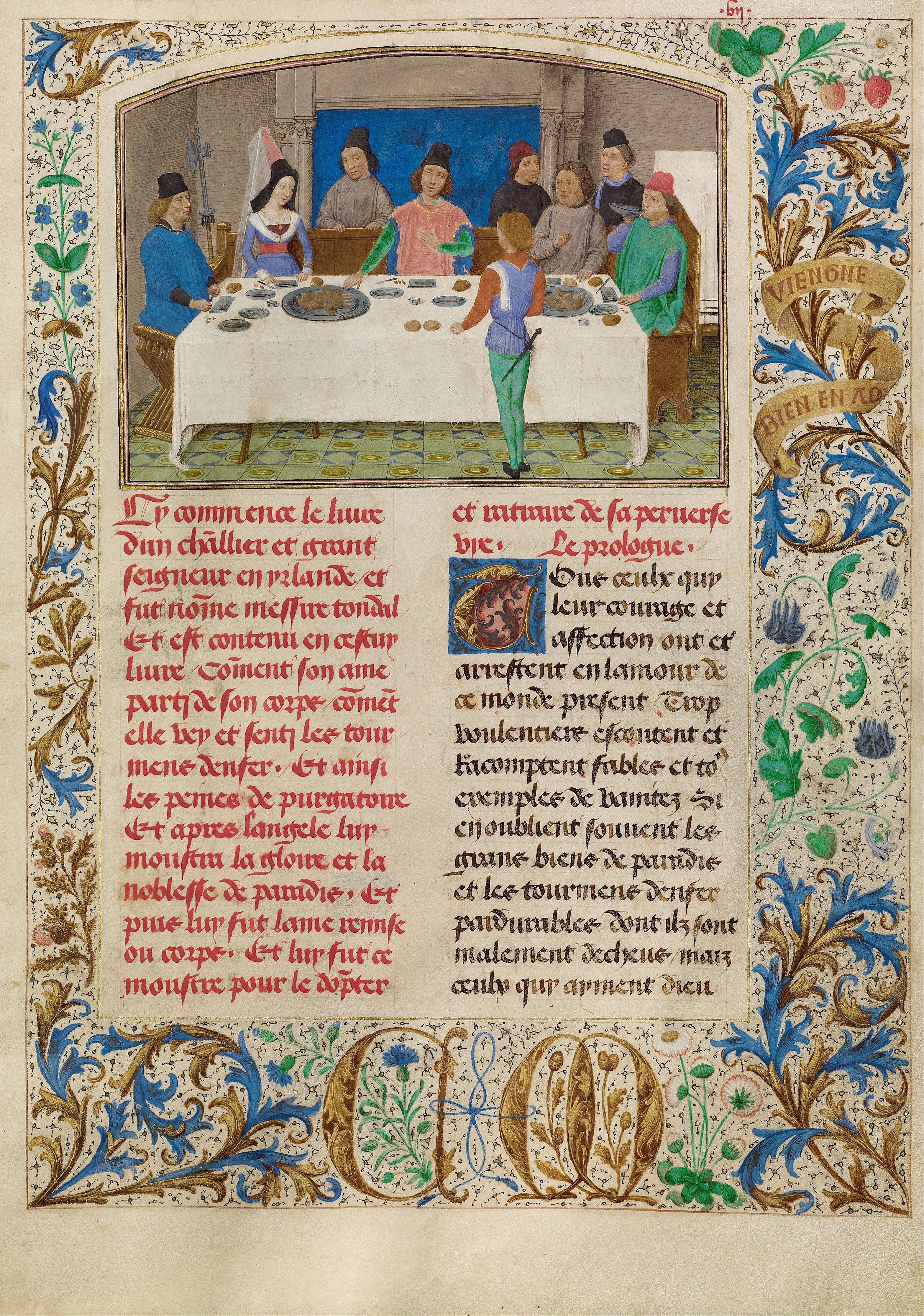
Tondal a banchetto
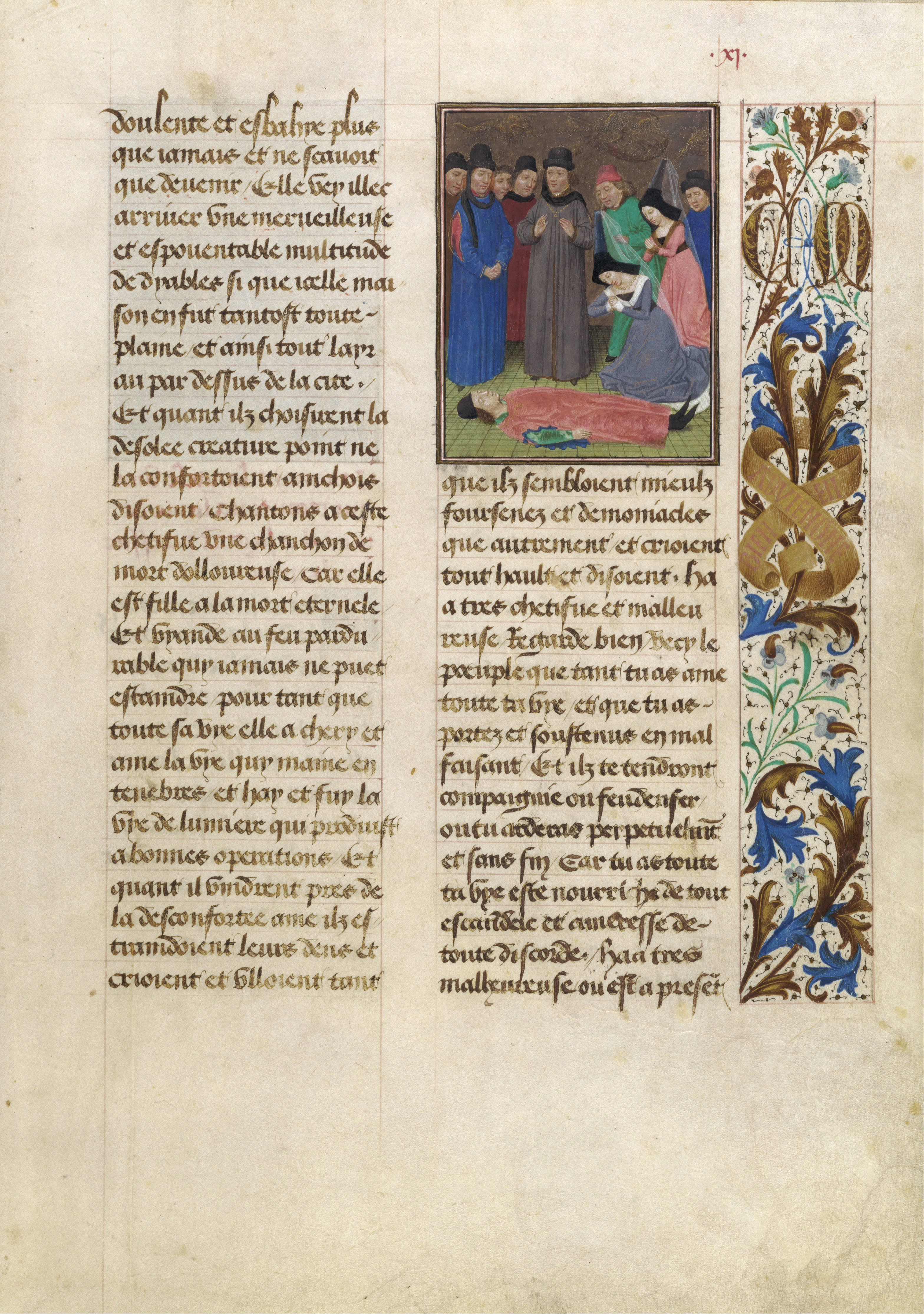
Tondal sembra morto
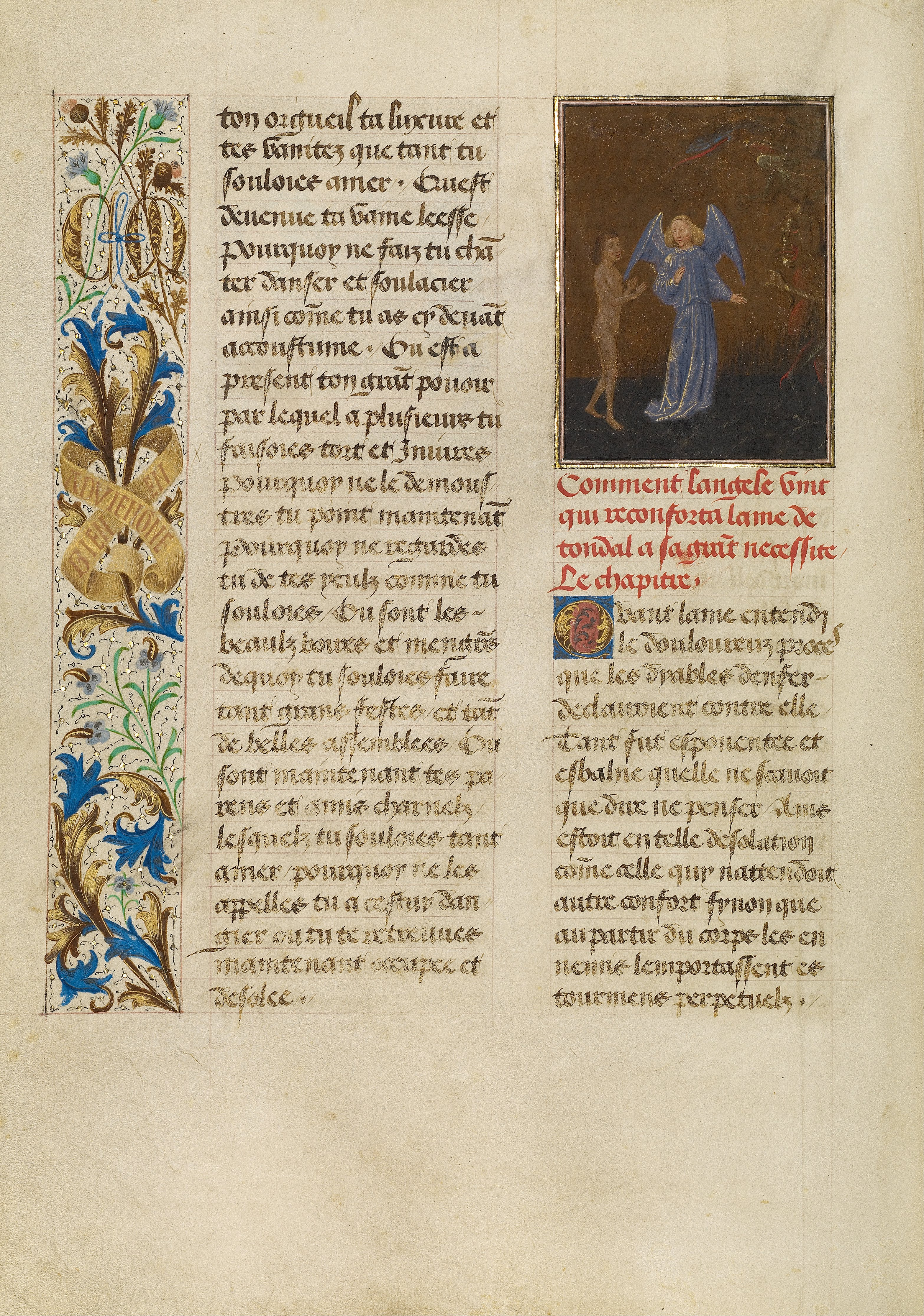
L'anima di Tondal entra all'Inferno
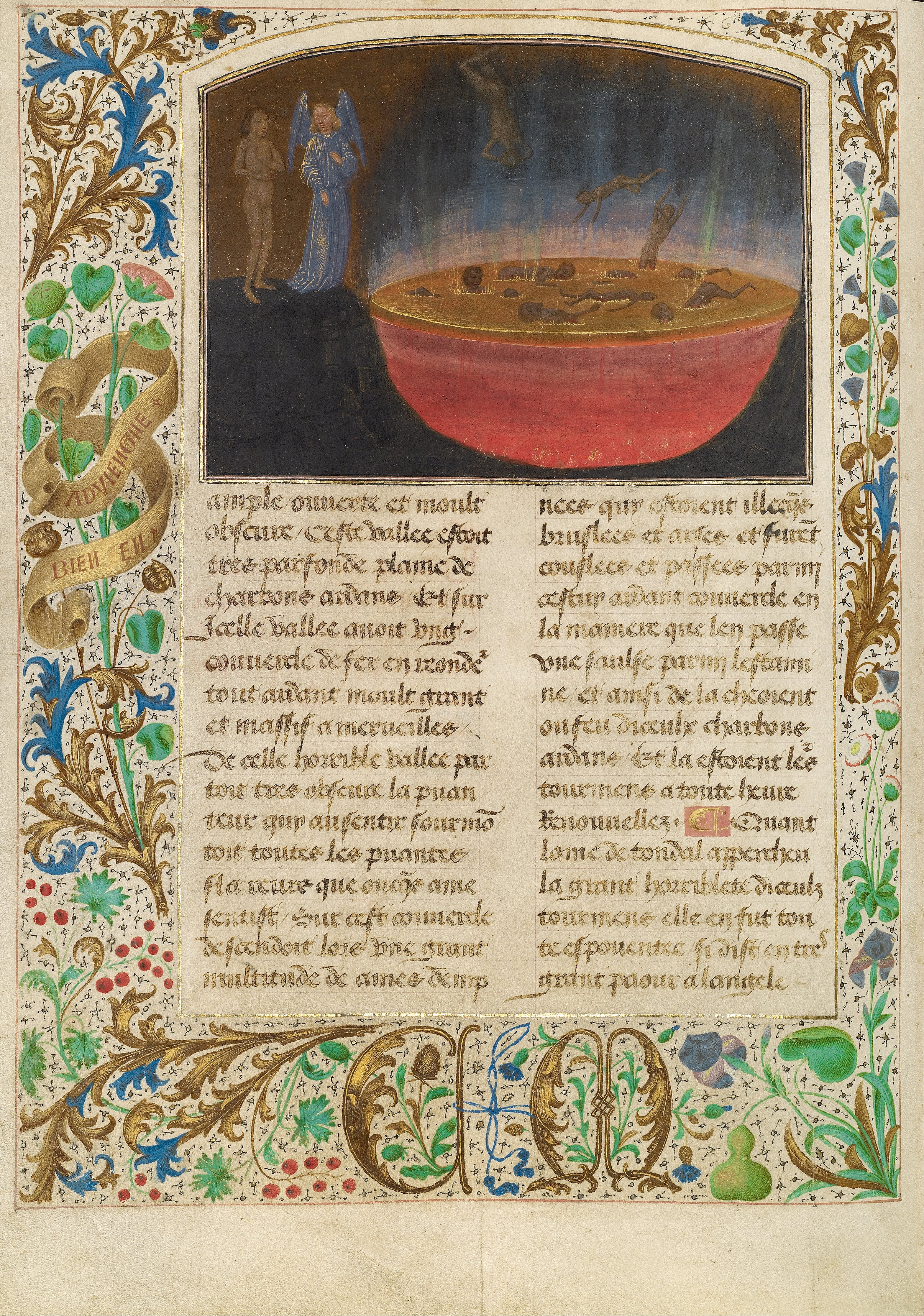
Punizione degli assassini
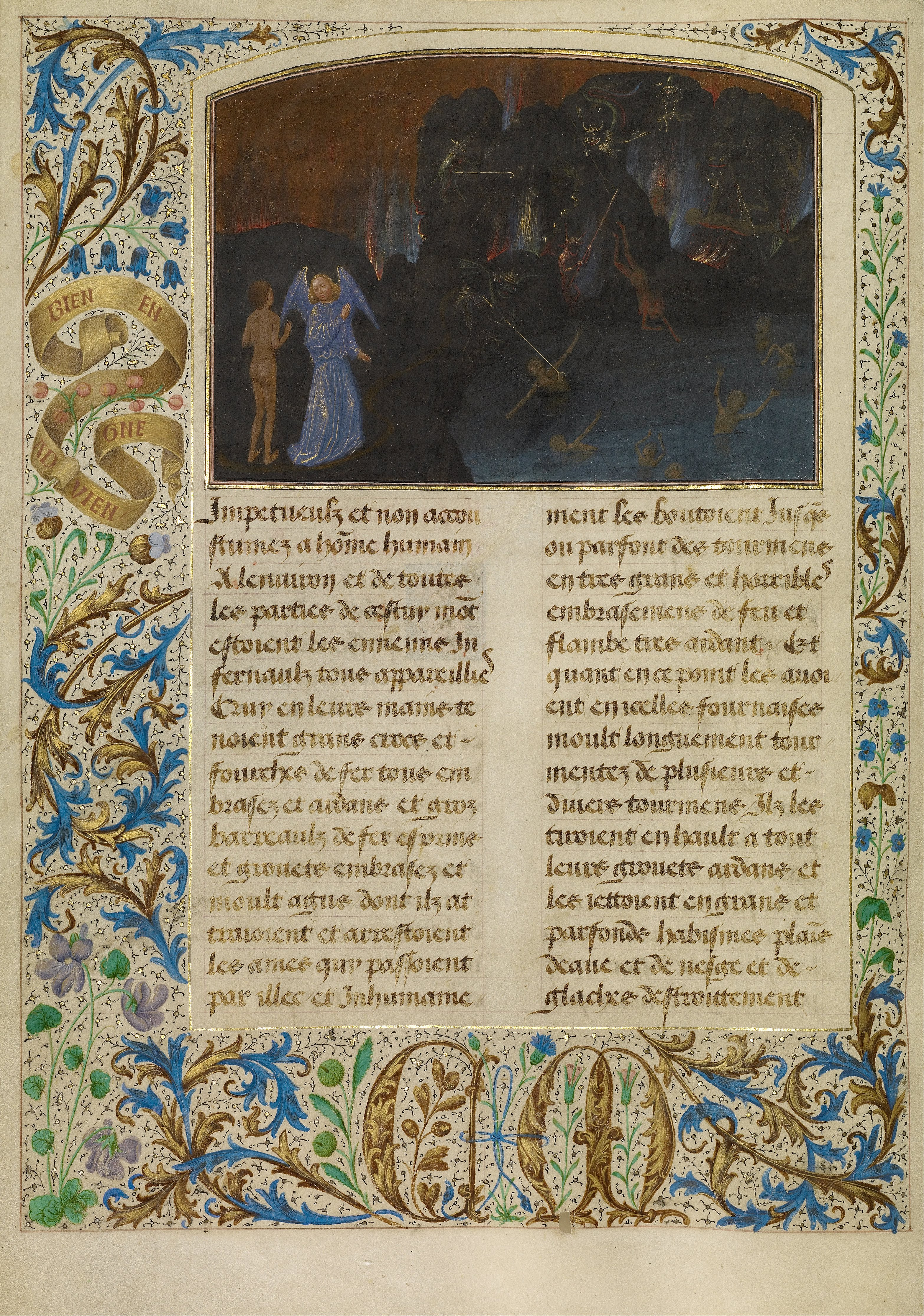
Punizione di eretici e miscredenti
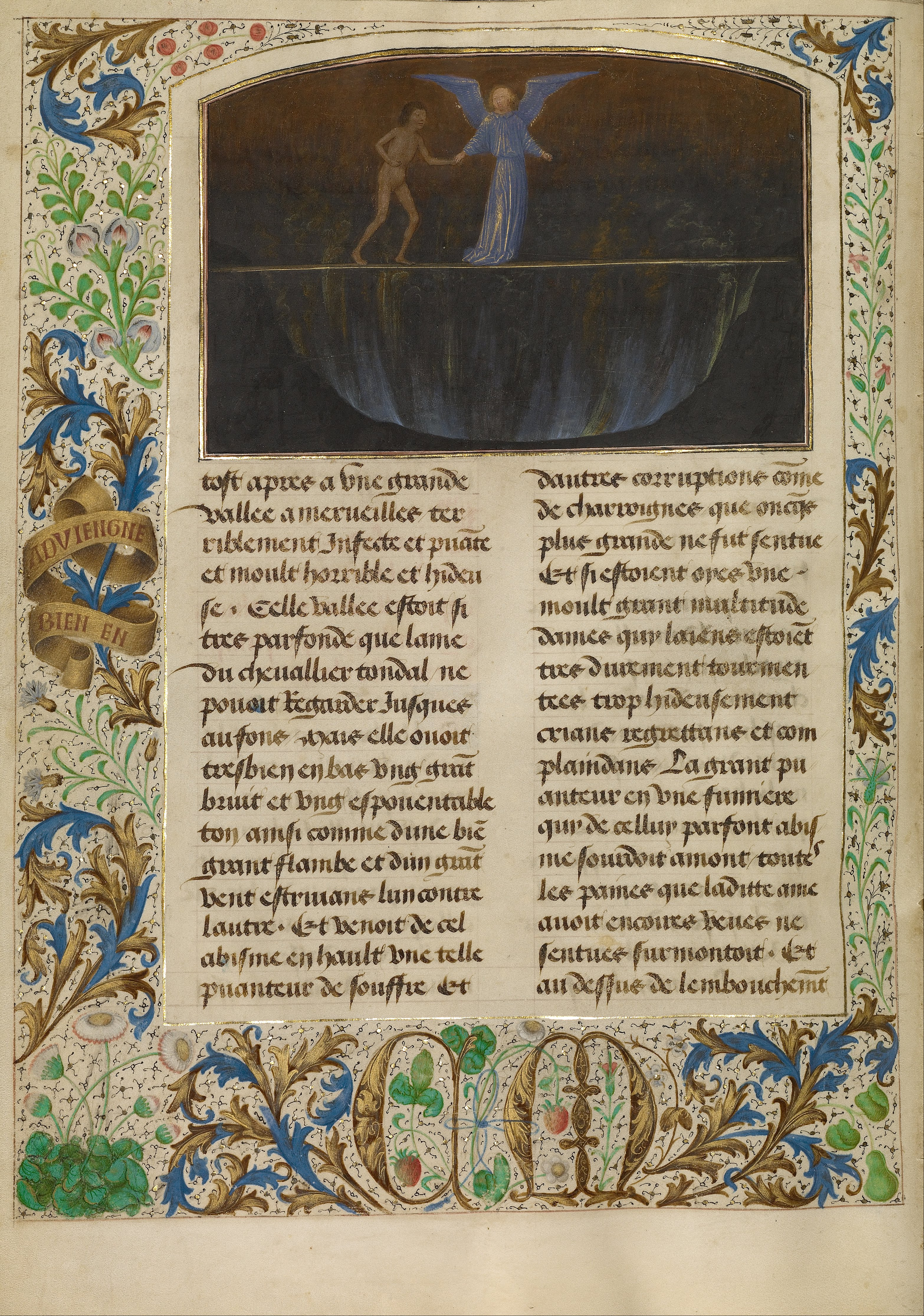
Punizione dei superbi
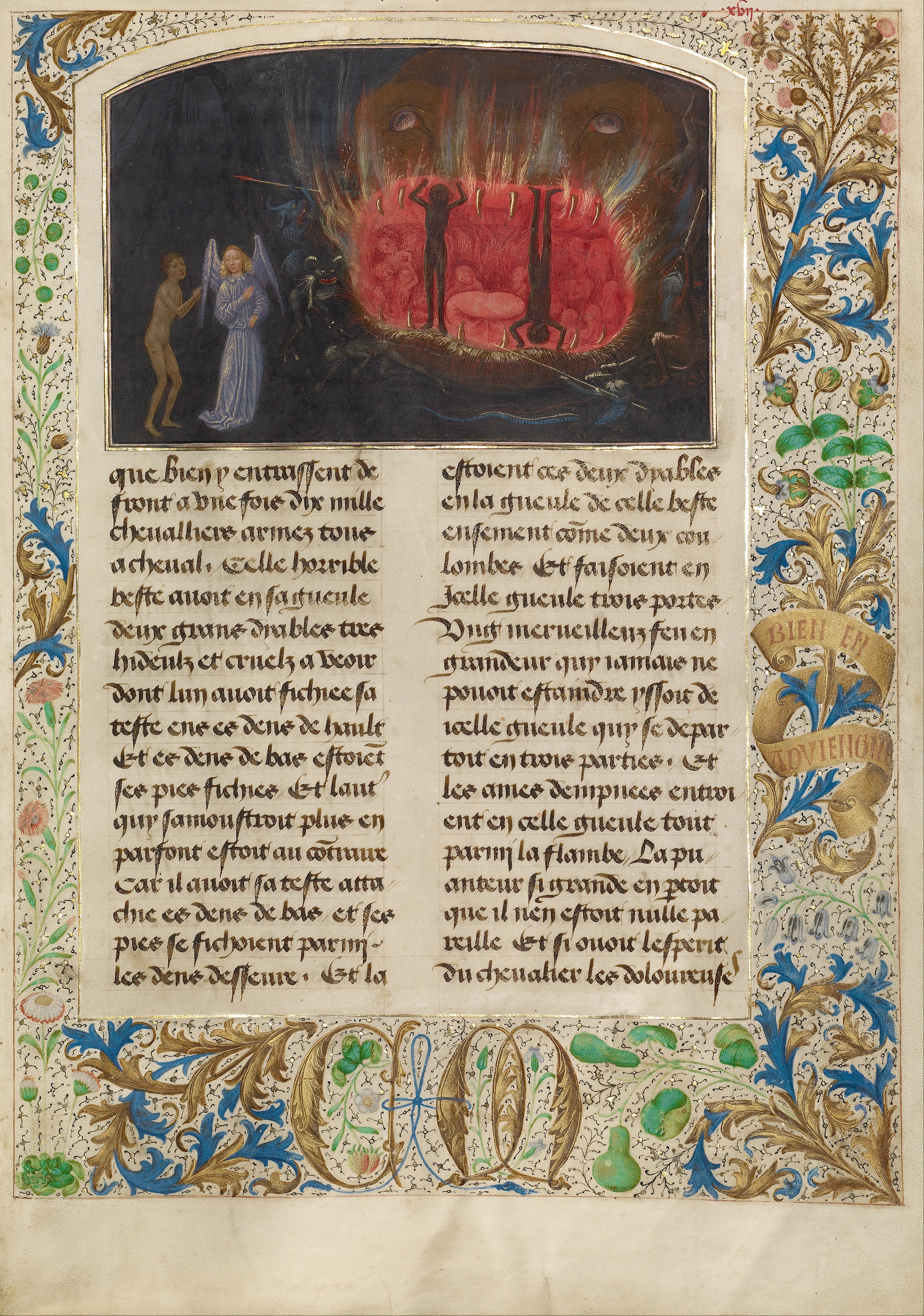
Punizione degli avari
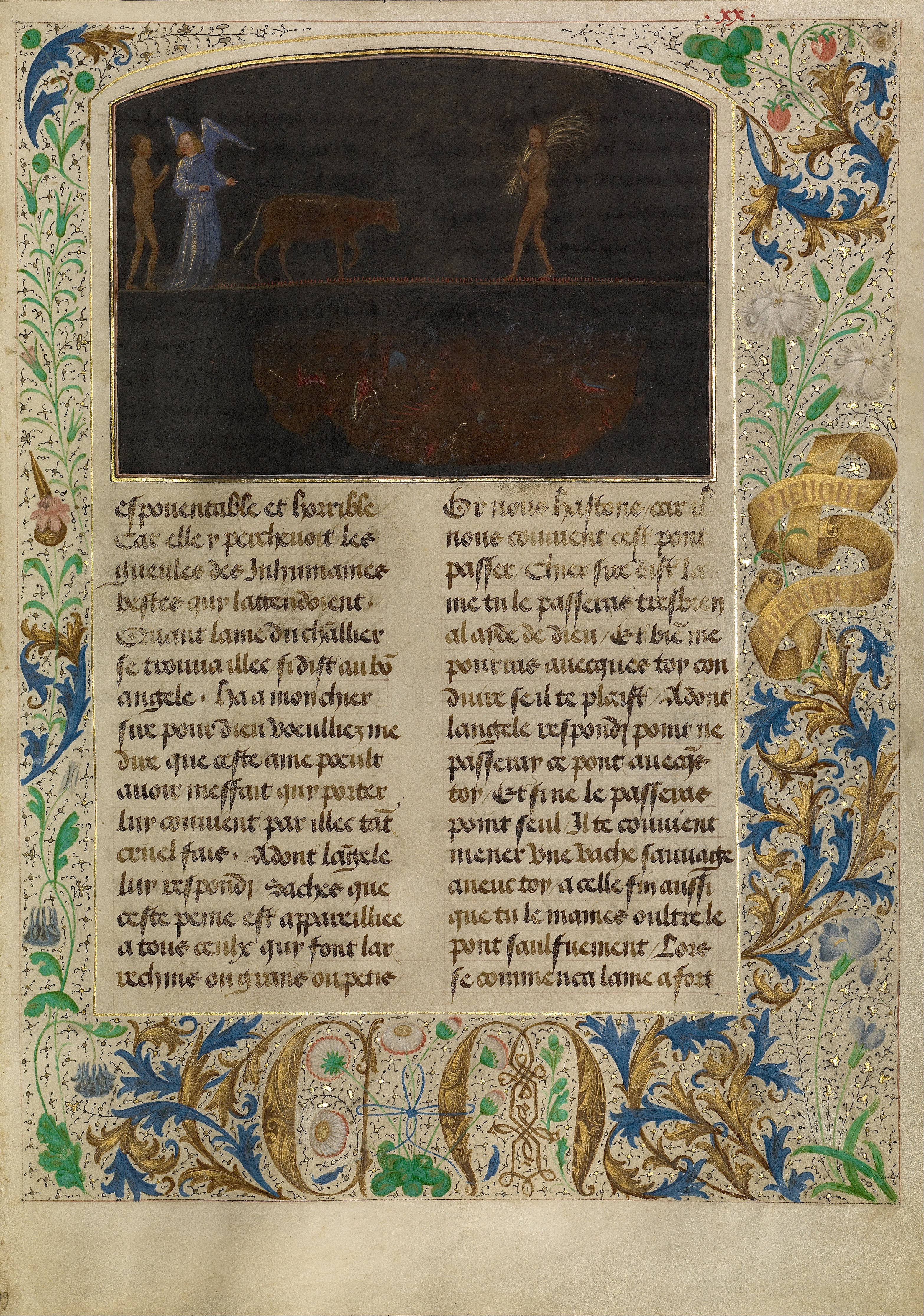
Punizione dei ladri
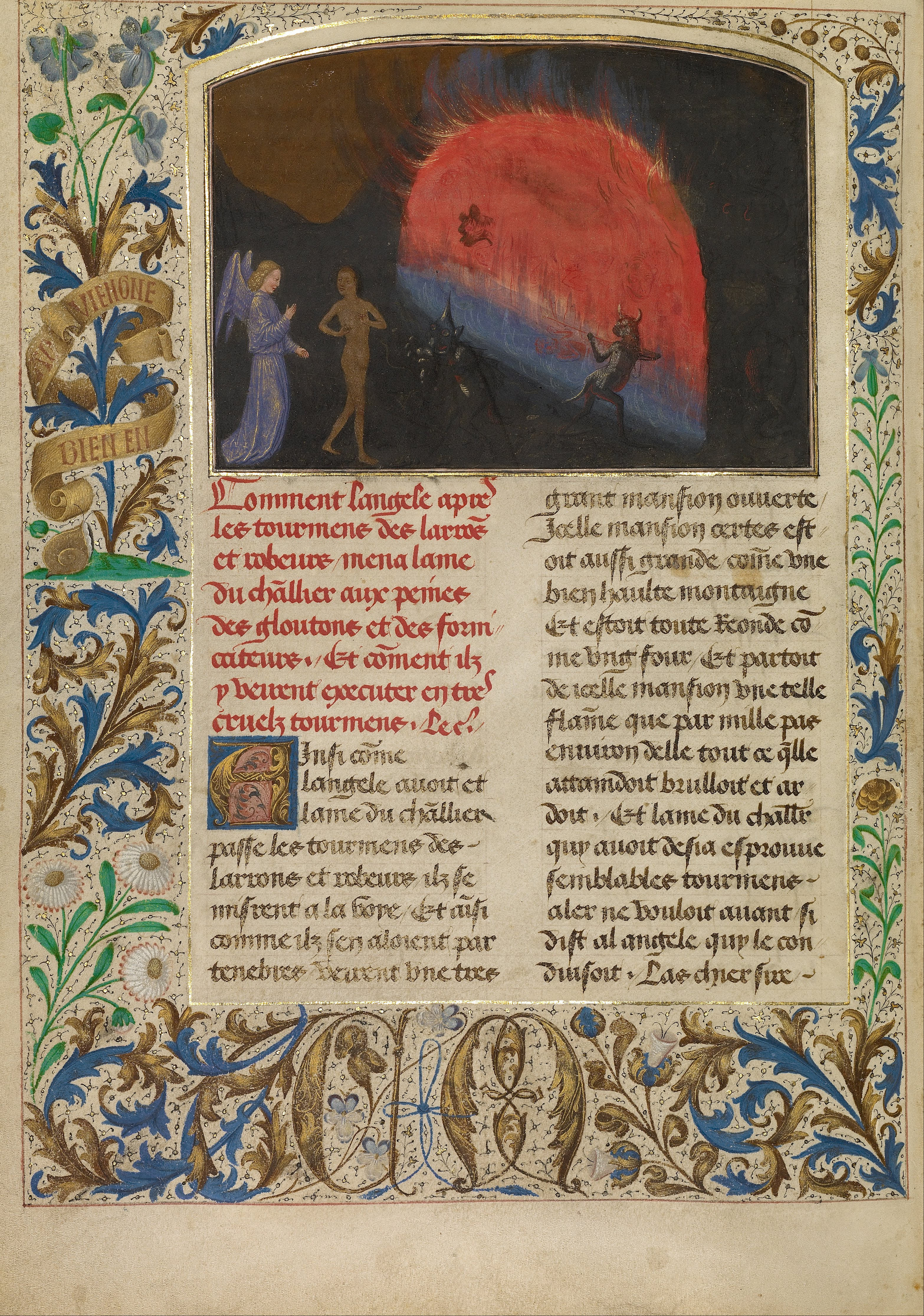
Punizione di golosi e lussuriosi
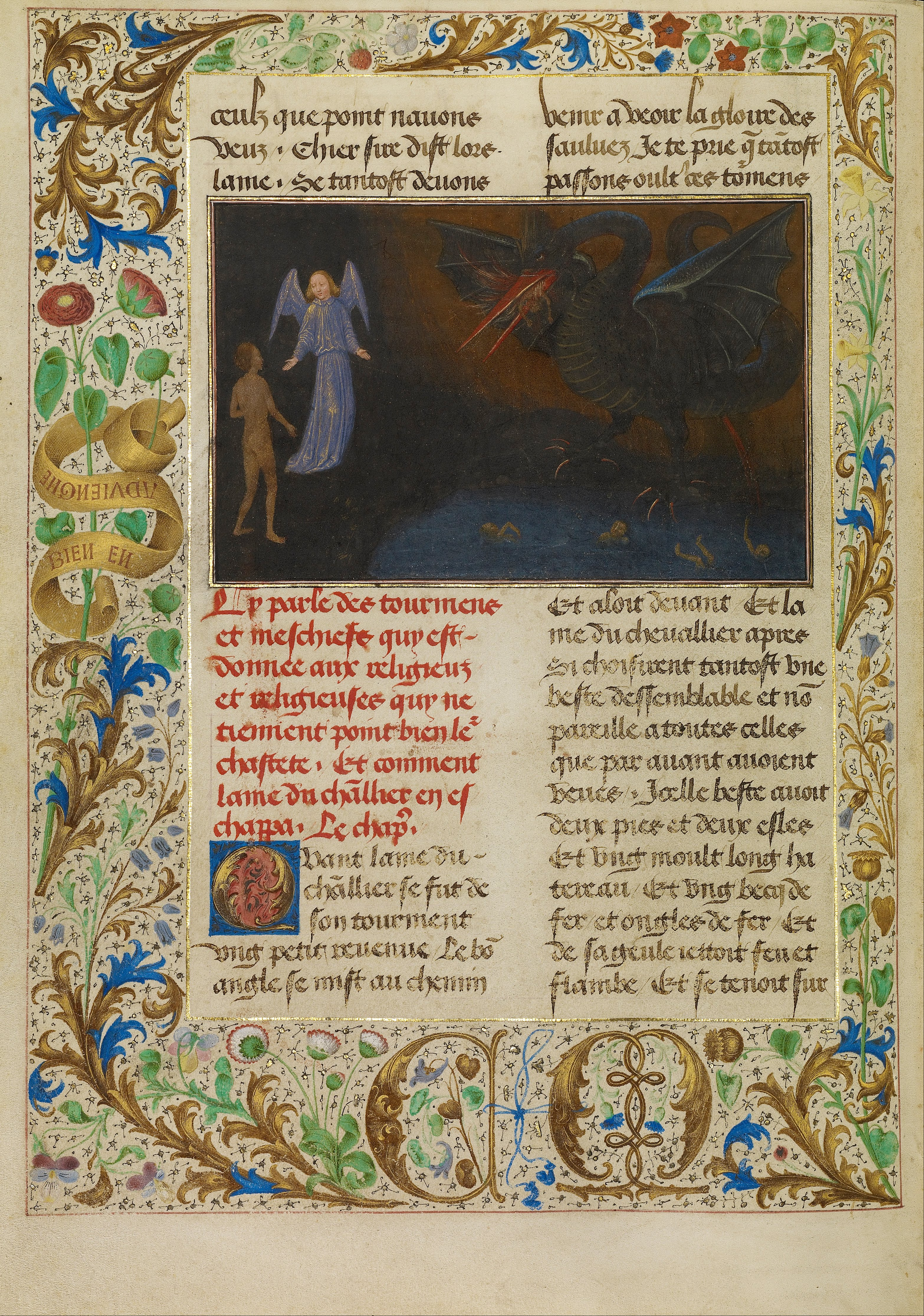
Punizione di frati e suore lascivi
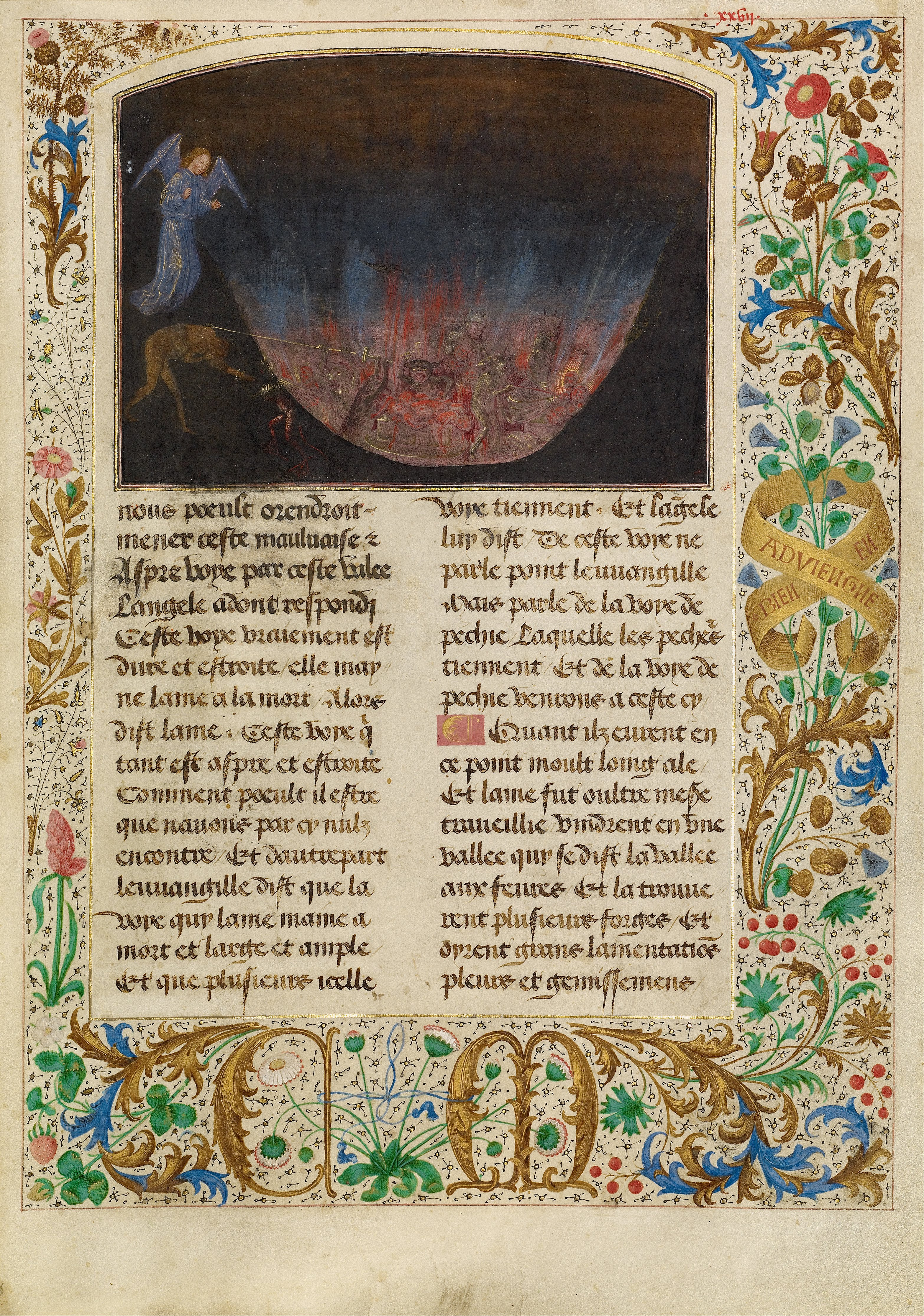
Forgia di Vulcano
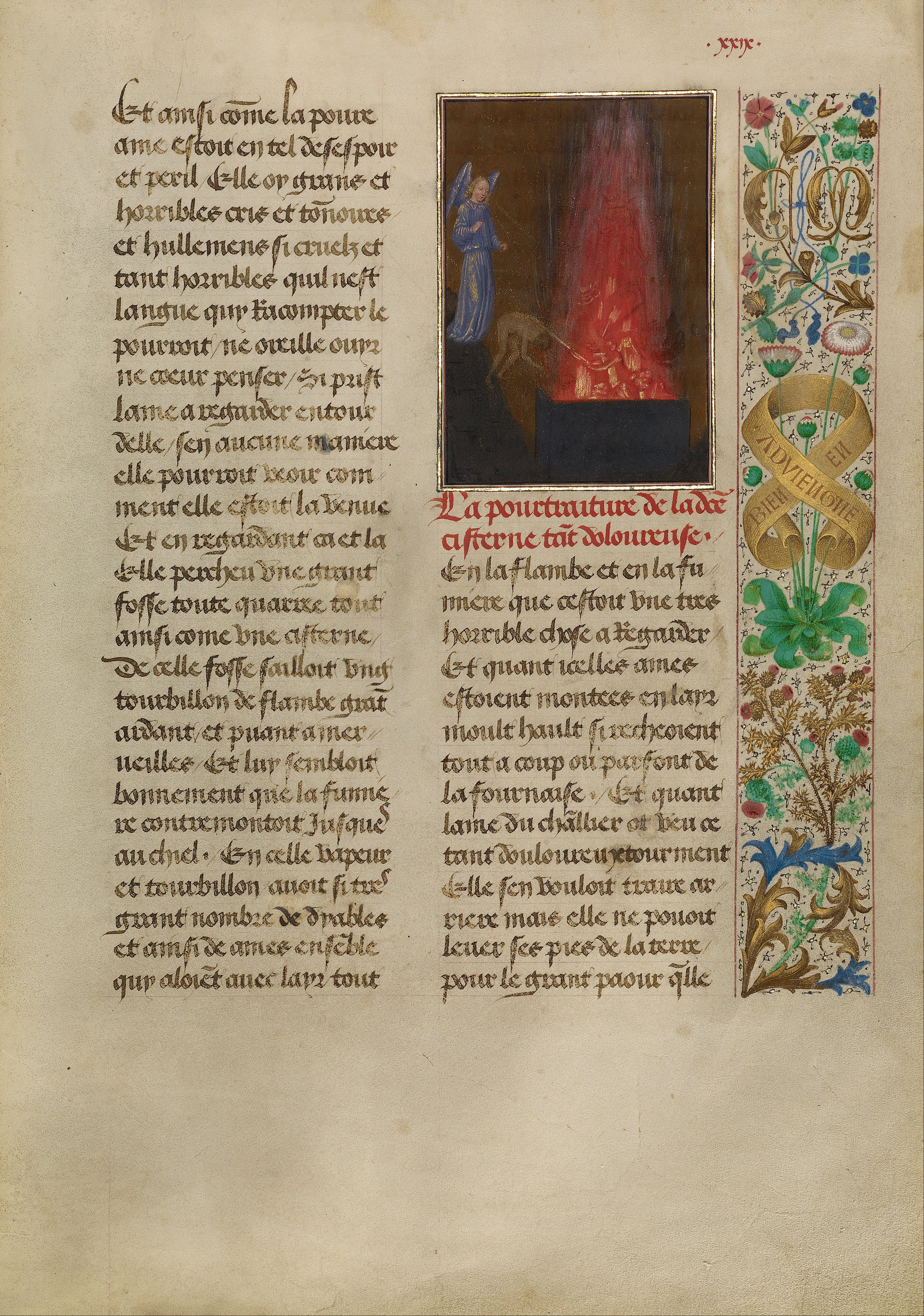
Cisterna infernale
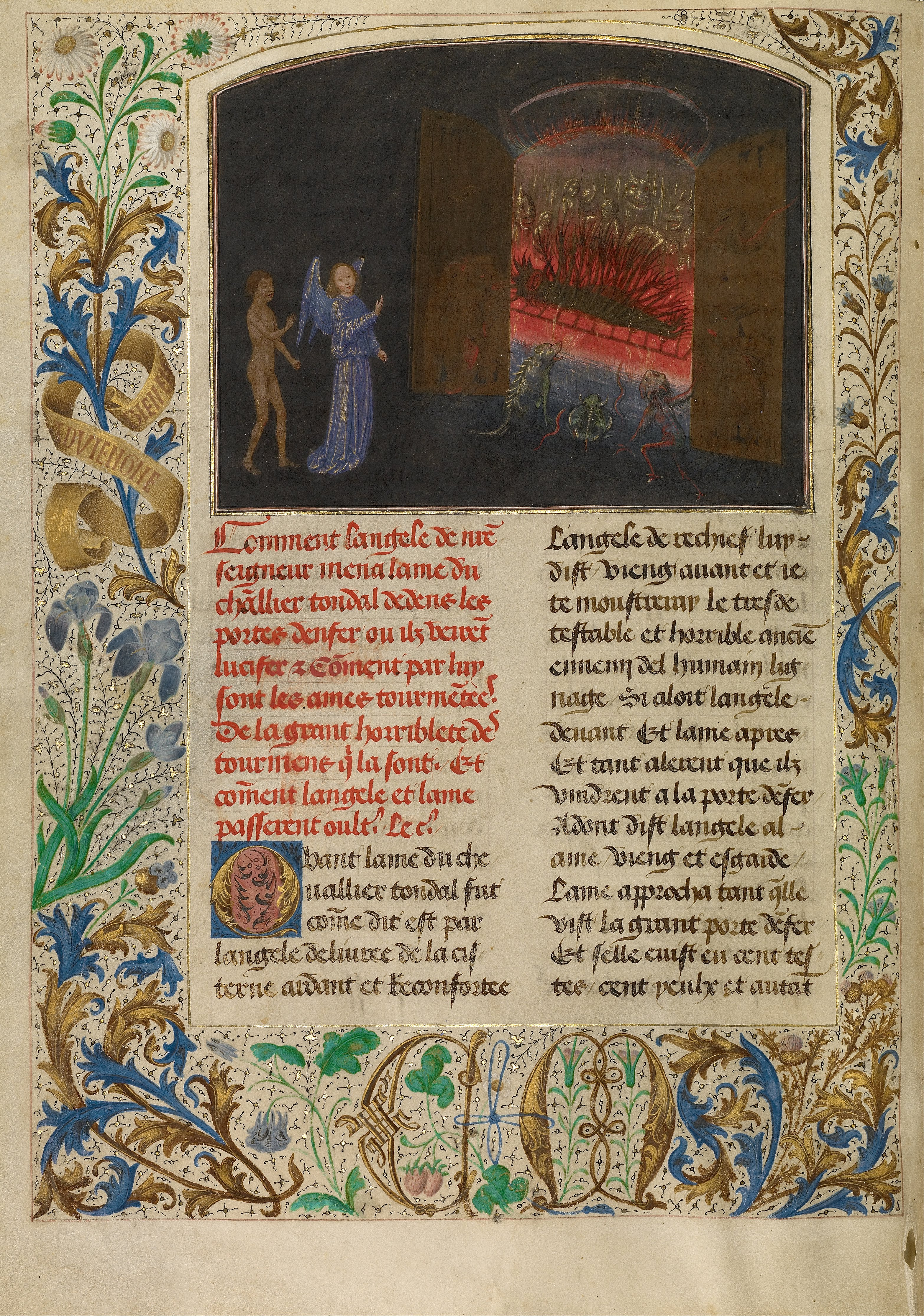
Lucifero e le porte dell'Inferno
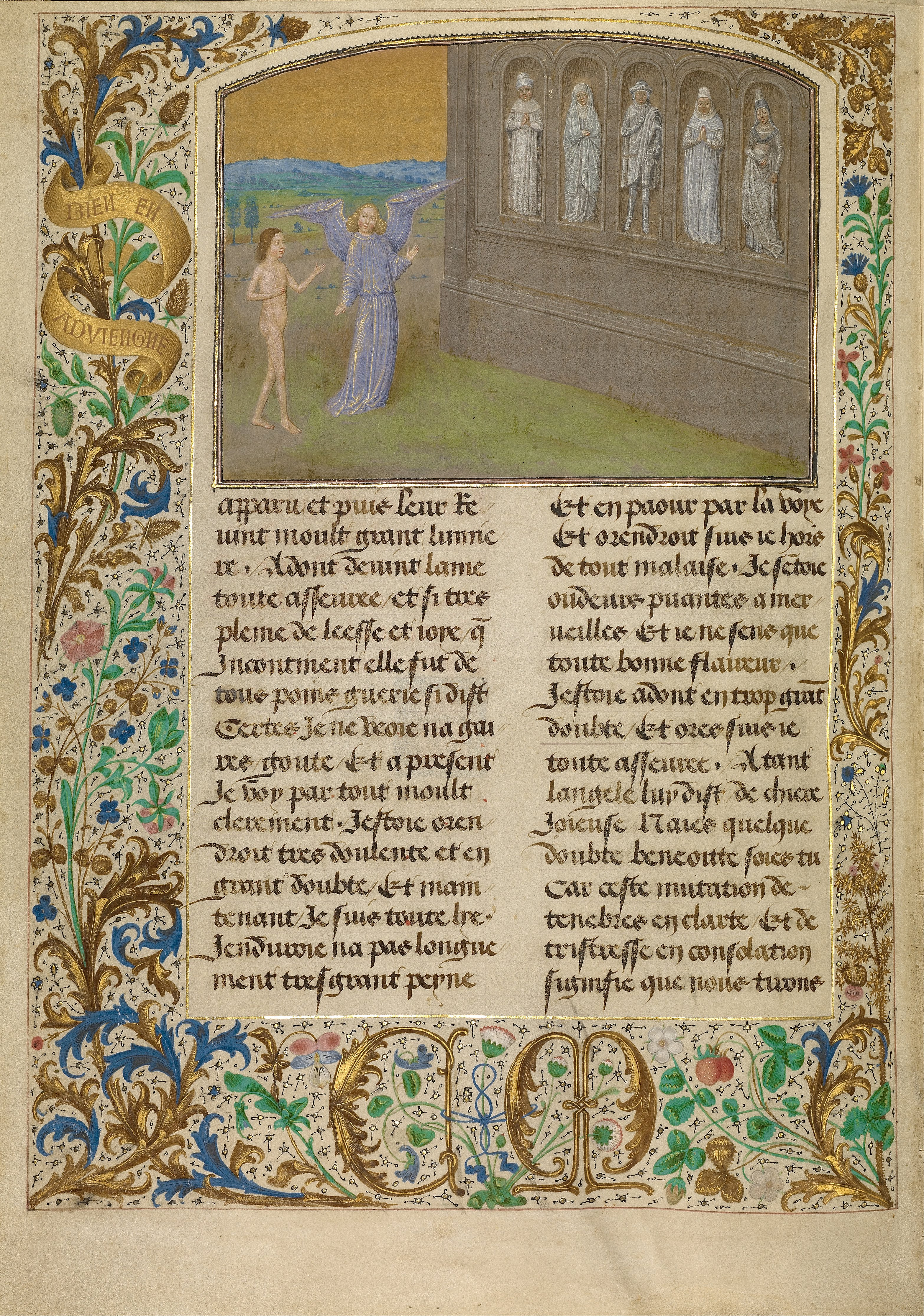
Mura del Paradiso, con punizione temporanea dei non eccessivamente malvagi
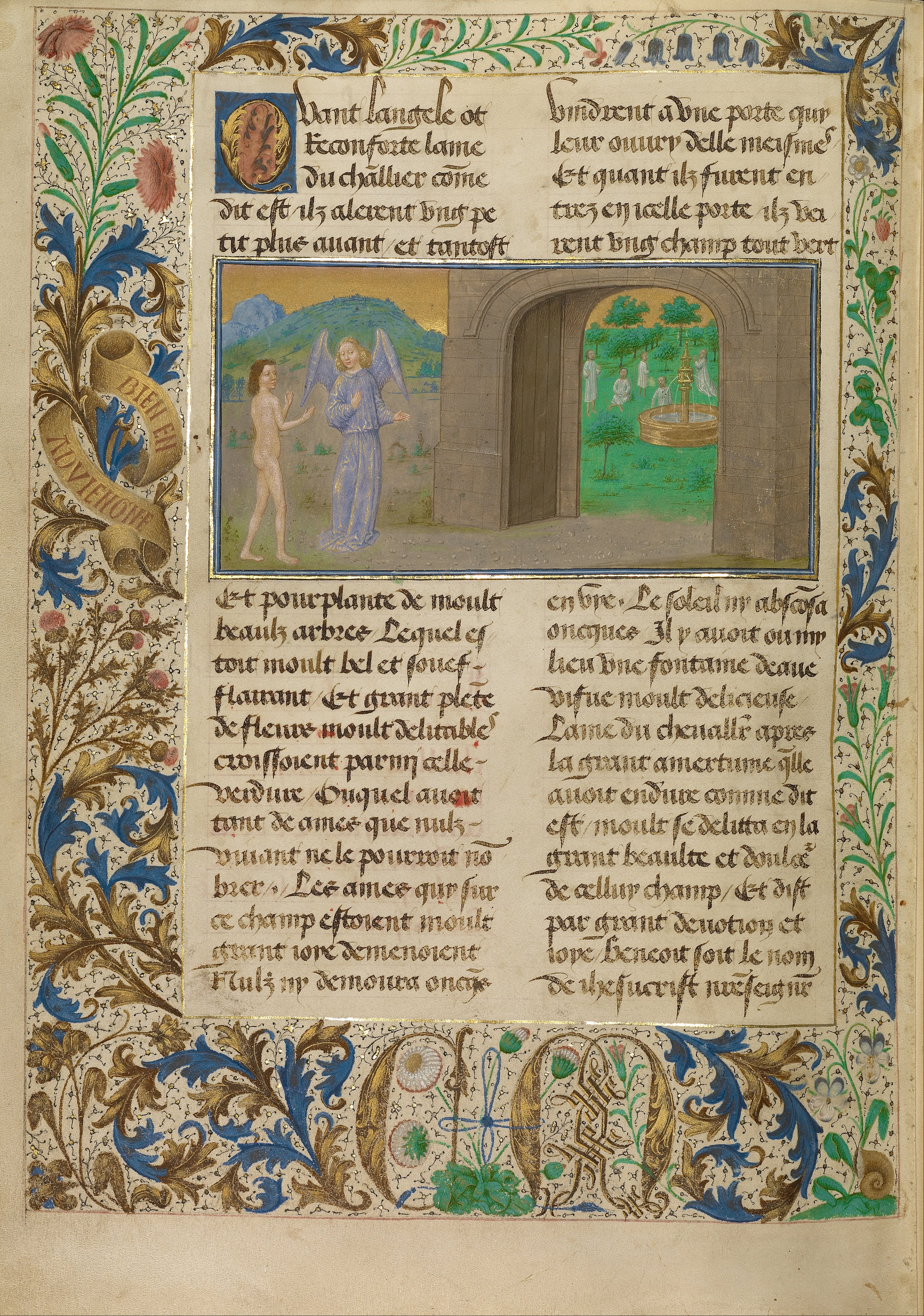
I non eccessivamente buoni si abbeverano alla fonte
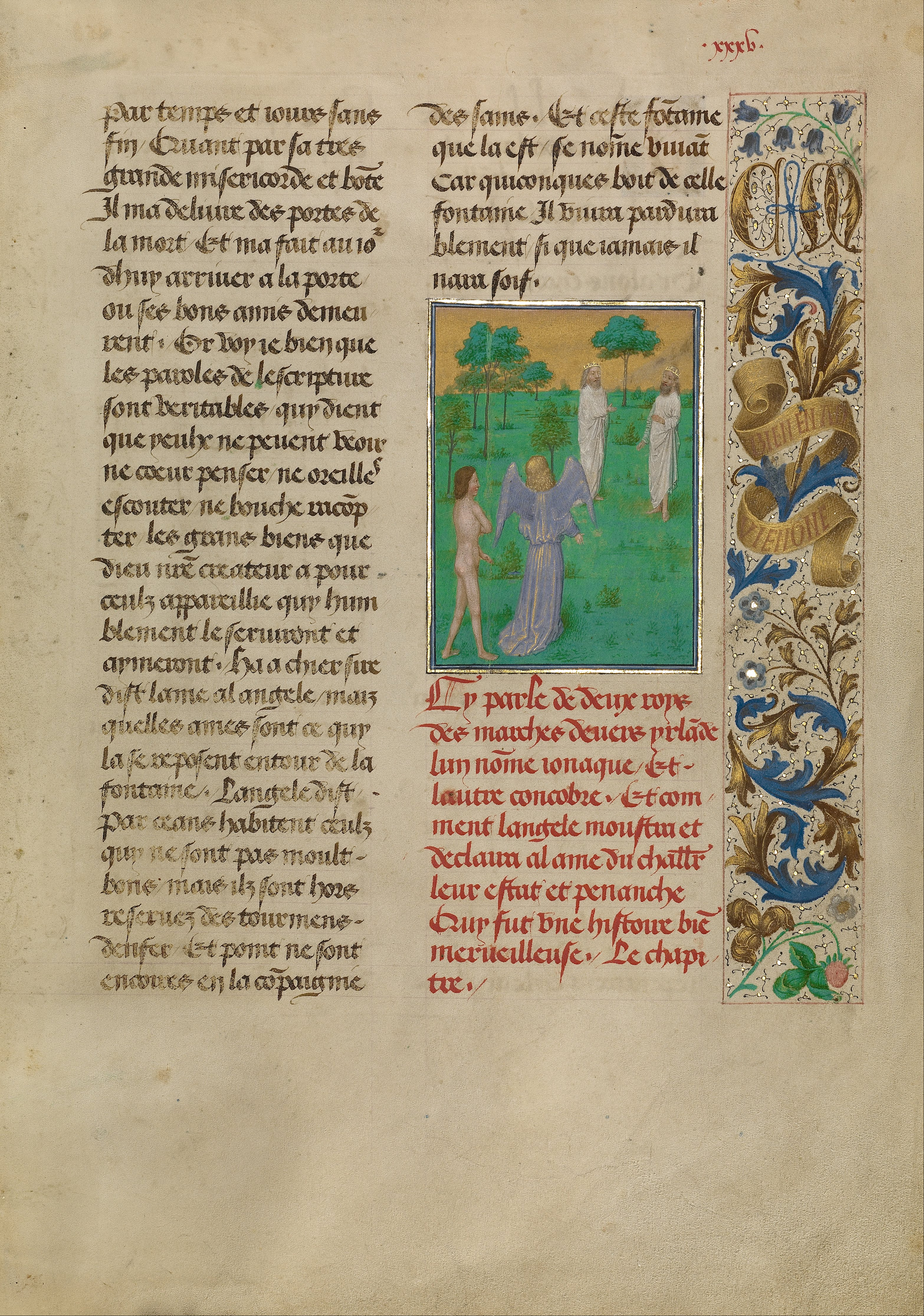
I due re d'Irlanda
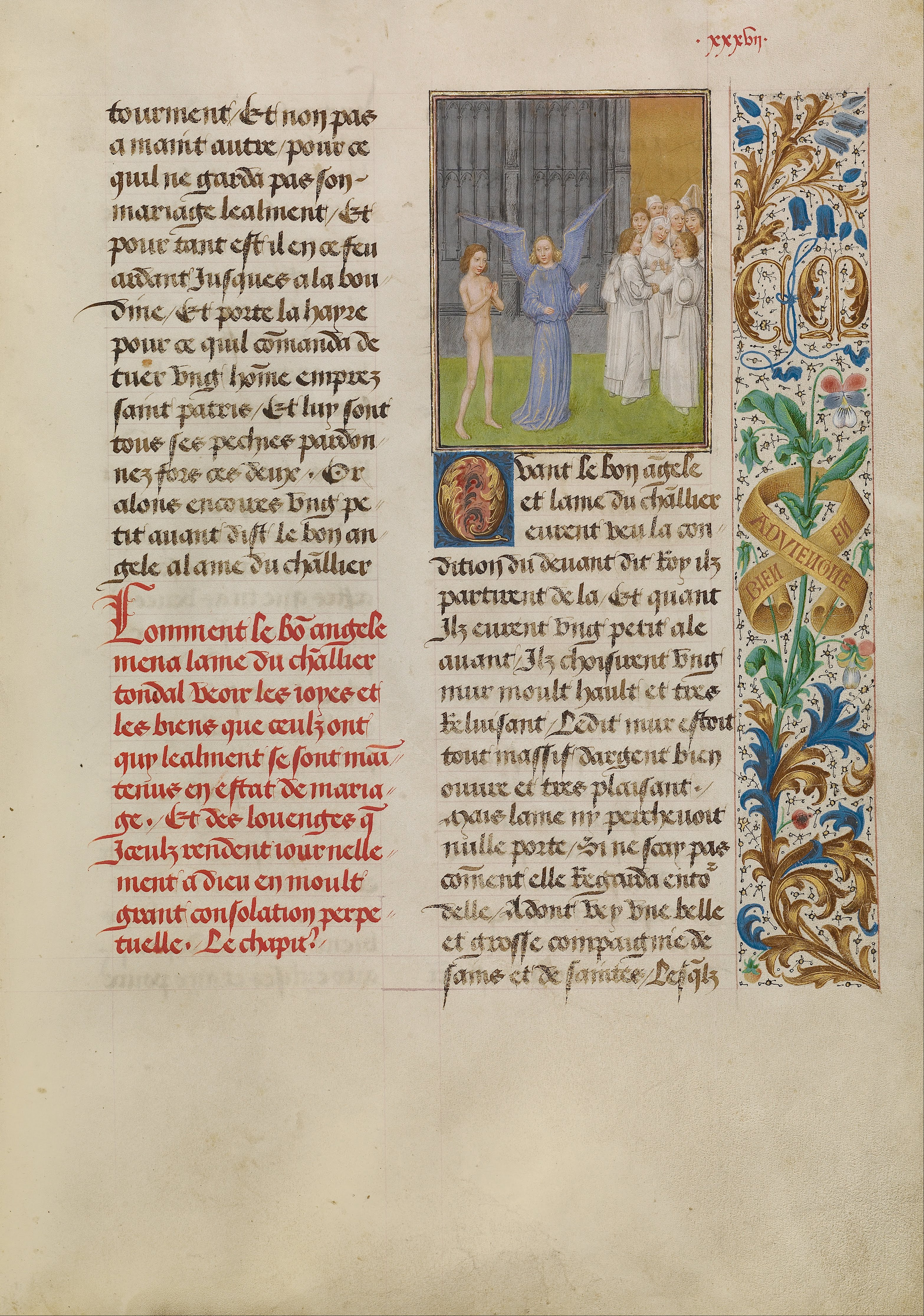
Gli sposi fedeli
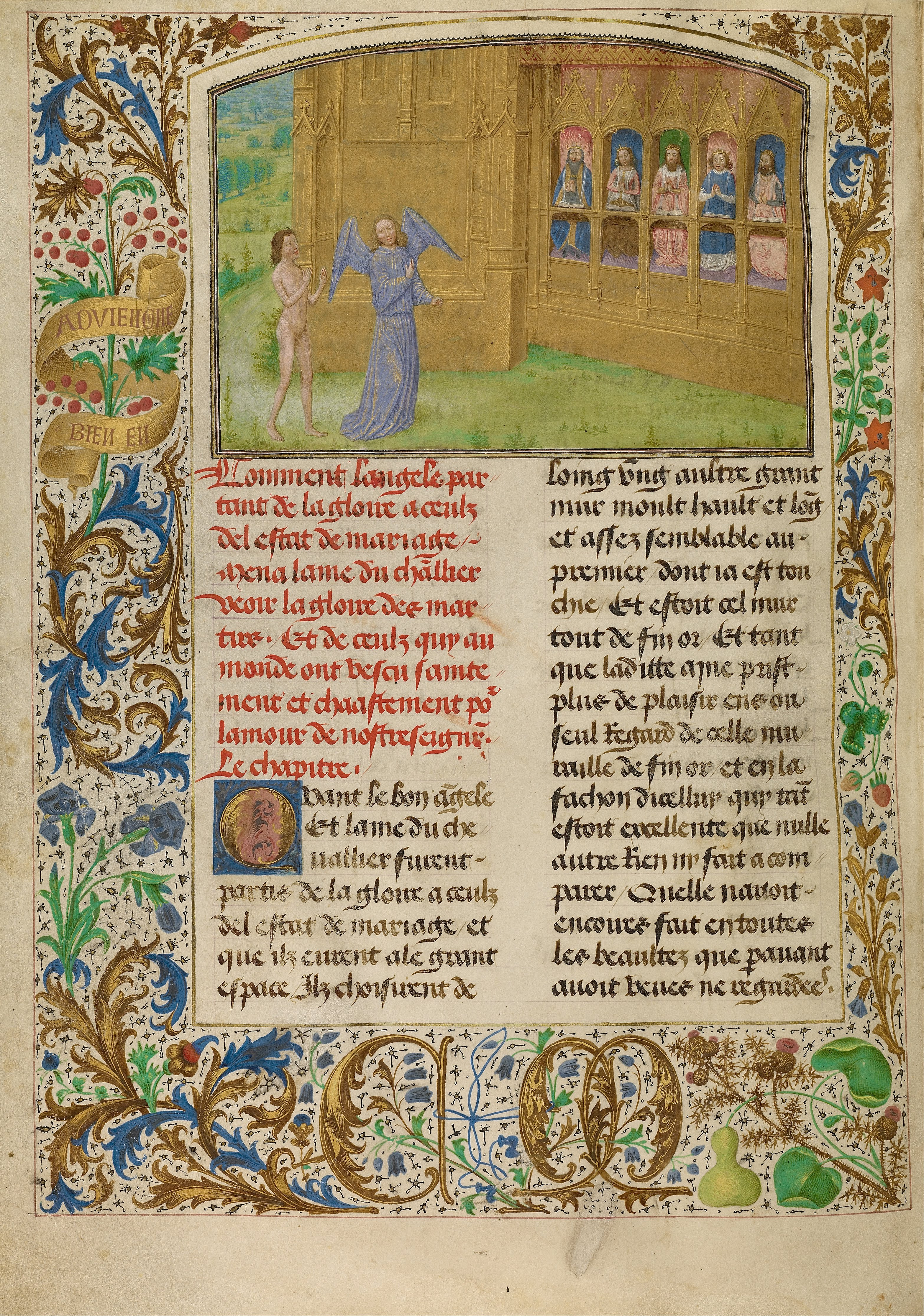
I martiri e i puri cantano lodi a Dio
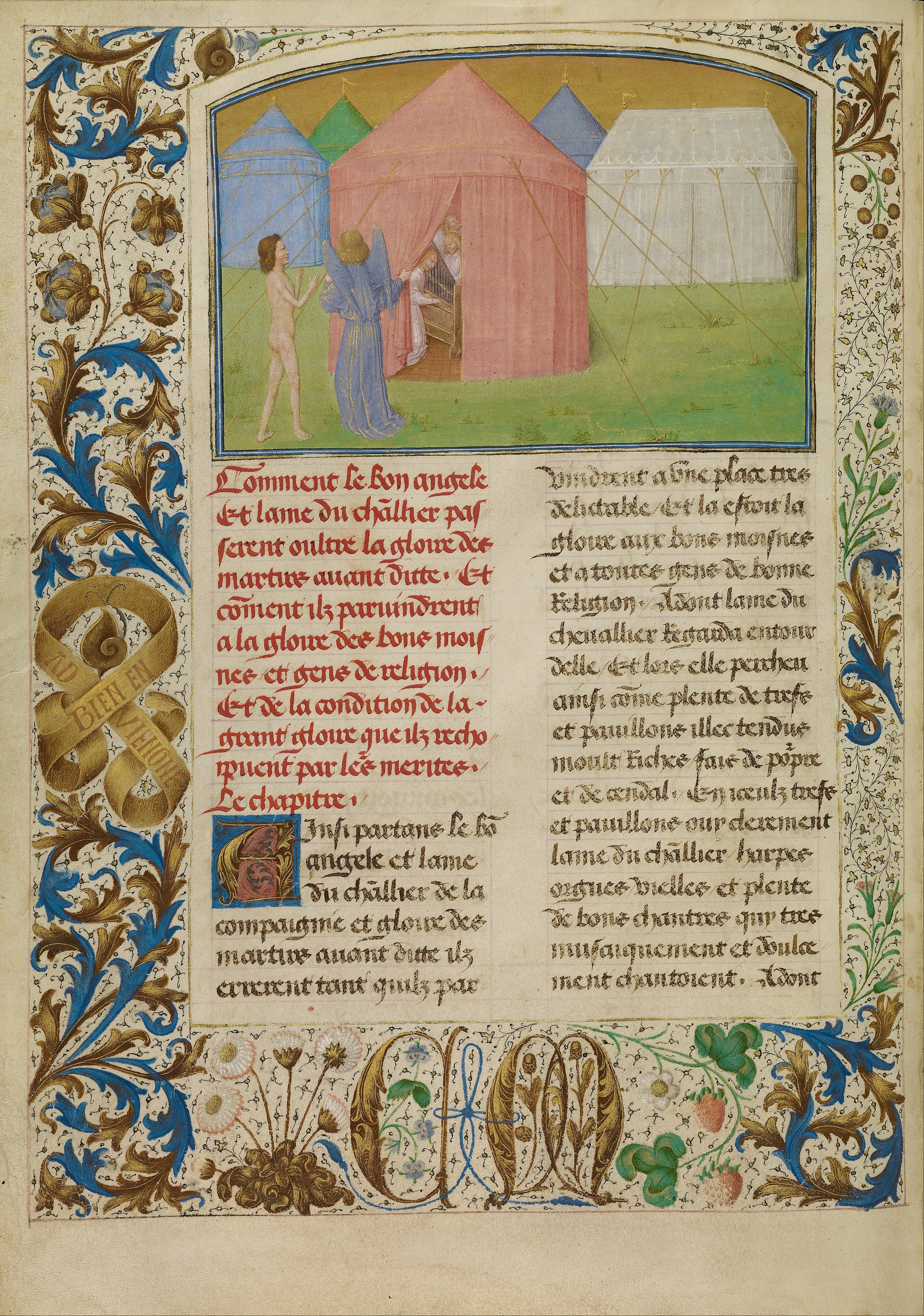
Gloria di frati e suore virtuosi
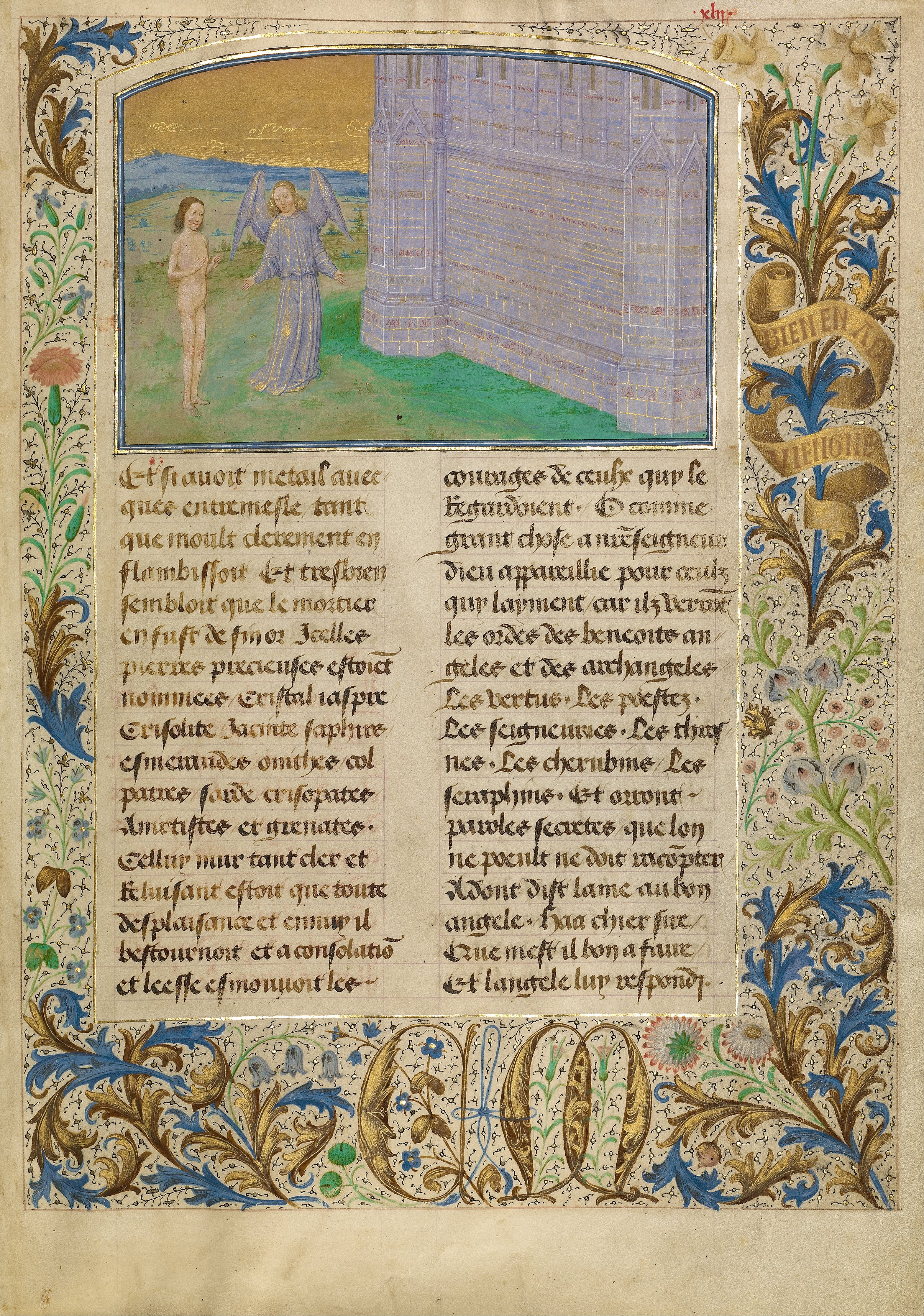
Il muro metallico che circonda gli angeli e i santi

### Edizione critica
- (DE)  Aalbrecht Wagner, Visio Tnugdali Lateinisch und Altdeutsch, Hildescheim – New York, 1989, ISBN 3487091933

### Studi
- (FR)  C. Carozzi, Le voyage de l'âme dans l'au-delà d'après la litterature latine: Ve-XIIIe siècle, Roma, Ècole Francaise de Rome, 1994. ISBN 2-7283-0289-8.
- (FR)  C. Carozzi, Structure et fonction de la Vision de Tnugdal, in Faire croire. Modalités de la diffusione et de la réception des messages religieux du XII eau XVe siècle, Roma, Ècole Francaise de Rome, 1881.
- (FR)  Mattia Cavagna, La Vision de Tondale et ses version françaises (XIIIe-XVe siècles). Contribution à l'étude de la littérature visionnaire latine et française, Paris, Champion, 2017, ISBN 978-2-7453-3152-6.
- (EN)  Robert Easting, Visions of the Other World in Middle English, Boydell & Brewer, 1997, ISBN 0-85991-423-2.
- (EN)  T. Kren e S.Mckendrick, Illuminating the Renaissance - The Triumph of Flemish Manuscript Painting in Europe, Getty Museum/Royal Academy of Arts, pp. 112–116 & passim, 2003, ISBN 0-89236-703-2.
- Alberto Magnani, Il cavaliere irlandese all'Inferno, Palermo, Sellerio 1996, ISBN 88-389-1126-6 (traduzione del testo latino).
- (EN)  D.D. Owen, The Vision of Hell. Infernal Journeys in Medieval French Literature, Edinburgh-London, Scottish Academic Press, 1970. ISBN 0-7011-1677-3.
- (EN)  Nigel F. Palmer: Visio Tnugdali. The German and Dutch translations and their circulation in the later Middle Ages. München 1982. ISBN 3-7608-3376-4.
- (DE)  Brigitte Pfell: Die 'Vision des Tnugdalus' Albers von Windberg. Literatur- und Frömmigkeitsgeschichte im ausgehenden 12. Jahrhundert. Mit einer Edition der lateinischen 'Visio Tnugdali' aus Clm 22254. Frankfurt a.M./ Berlin et al.: Peter Lang 1999. ISBN 3-631-33817-1.
- (DE)  Herrad Spilling: Die Visio Tnugdali. Eigenart und Stellung in der mittelalterlichen Visionsliteratur bis zum Ende des 12. Jahrhunderts. München: Arbeo-Gesellschaft 1975.